# Не школа
«Не школа» — российская сеть частных музыкальных школ. Сеть является самой крупной в России и СНГ и второй в мире по количеству школ. Включает в себя 4 направления: барабаны, гитара, вокал и KIDS.

## История создания

### «Не школа барабанов»
Первая «Не школа барабанов» была открыта 13 ноября 2015 года в помещении бывшего завода в Марьиной Роще, где был оборудован один класс. Основателями стали Антон Шардаков и Татьяна Бибик. Особенностью сети стало то, что в школе учили не академической игре, а популярным современным композициям, делая ставку на взрослых, а не детей.
В 2017 году был открыт филиал в Санкт-Петербурге, в 2018 году — в Нижнем Новгороде. В июле 2018 года была открыта первая франшиза в Новосибирске, а до конца года их количество достигло десяти.
В 2019 году сеть насчитывала уже 32 школы, в 2020 году — 67, в 2021 году — 115. На начало 2023 года в сеть входят 158 школ на территории России и СНГ.
В 2021 году общая выручка сети составила более 1 млрд рублей.
В 2021 году франшиза школы была открыта в Сан-Паулу (Бразилия).
Филиалы «Не школы» становились победителями региональных конкурсов «Лучший социальный проект года» в Архангельске и Чите.
В 2022 году сеть насчитывала 164 школы и общая выручка сети составила более 1,5 млрд рублей.
В 2023 году компания открыла франшизу в Мехико (Мексика), Стамбуле (Турция), Праге (Чехия), Барселоне (Испания), Кишиневе (Молдова), Ташкенте (Узбекистан) и Тбилиси (Грузия).

### «Не школа гитары»
Первая «Не школа гитары» была открыта 28 октября 2020 года в Архангельске. На 2023 год в сети 48 школ этого направления.

### «KIDS»
В ноябре 2021 года в Новороссийске была открыта первая школа нового направления «KIDS», в которой игре на музыкальных инструментах обучаются дети в возрасте от 3 до 14 лет.
В 2023 году открылась вторая школа в Москве.

## «Олимпийские игры»
По инициативе «Не школы» был организован Всероссийский конкурс начинающих барабанщиков «Олимпийские игры». Впервые был проведён в Коломне в феврале 2020 года. В дальнейшем проводится каждые полгода (летний и зимний сезон).
В жюри помимо основателя сети Антона Шардакова и представителей школы принимающего города всегда присутствуют несколько приглашённых музыкантов, среди которых были Зак Салливан, Андрей Котов, Олег Пунгин, Александр Щиголев и другие.
Города проведения выбираются жеребьёвкой. Конкурсы проходили в Сочи, Челябинске, Электростали и других городах. В сентябре 2022 года конкурс прошёл во Владимире, его участниками стали 180 барабанщиков из 32 городов России и стран СНГ.